# František Čapek (sportovní střelec)
František Čapek (12. listopadu 1914 Jasenná – 17. června 1988 Hradec Králové) byl český sportovní střelec, puškař, československý reprezentant ve sportovní brokové střelbě (1950–1962) a zasloužilý mistr sportu (1957).

## Biografie
Narodil se v Jasenné čp. 188 do rodiny řezníka. Obecnou školu absolvoval v Josefově u Jaroměře, poté se v Hradci Králové vyučil puškařem u firmy Jindřich Holeček. Od roku 1947 provozoval v Hradci Králové poblíž hlavního nádraží vlastní puškařskou dílnu, která byla v roce 1951 nuceně začleněna pod podnik Mototechna. Následně byl zaměstnancem podniku Fotochema a civilním zaměstnancem vojenské správy. Zemřel po dlouhé nemoci ve Fakultní nemocnici Hradec Králové.
Se sportovní brokovou střelbou započal v roce 1947. V roce 1950 byl na základě sportovních výsledků zařazen do státní reprezentace. Na letních olympijských hrách ve finských Helsinkách (1952) obsadil v disciplíně trap 4. místo a na letních olympijských hrách v australském Melbourne (1956) obsadil 6. místo. Po ukončení reprezentační kariéry v roce 1962 se nadále věnoval sportovní střelbě jako člen Dukly Praha.